# Ероховка
Ероховка — село в Грачёвском районе Оренбургской области России. Административный центр Ероховского сельсовета.
Село находится на границе с Бузулукским районом, северо-западнее областного центра — города Оренбурга, расположено на левом берегу реки Ток.

## История
Село Ероховка основано под названием деревня Ерохина в начале XIX века государственными крестьянами из Курской губернии.
Первым поселенцем была семья Алексея Максимовича Ерохина, в честь него и названо село .
По данным ревизских сказок 1850 года, входила в состав Пронькинской волости Бузулукского уезда Оренбургской губернии.

## География
Ероховка расположено на северо-западных отрогах Общего Сырта, в северо-западной части Оренбургской области. И охватывает верхнюю часть бассейна реки Боровки, и долину реки Ток в среднем её течении. 
Ероховка расположено в 269 километрах от областного центра – Оренбурга. Ероховка граничит на юго-западе с Бузулукским районом.